# Eneias de Araújo Torreão
Eneias de Araújo Torreão (? — 1914) foi um político brasileiro.
Foi presidente da província do Ceará, nomeado por carta imperial de 4 de setembro de 1886, de 21 de setembro de 1886 a 20 de abril de 1888.